# Kajeksan (Tulangan)
Kajeksan is een bestuurslaag in het regentschap Sidoarjo van de provincie Oost-Java, Indonesië. Kajeksan telt 2189 inwoners (volkstelling 2010).